# Trapagaran
Trapagaran egy város Spanyolországban,  Bizkaia tartományban. Trapagaran Barakaldo, Galdames, Ortuella, Portugalete és Sestao községekkel határos. Lakosainak száma 11 898 fő (2024).

## Története
A település nagy-Bilbao területének bányavidékéhez tartozik. Legnagyobb mértékű fejlődése a 19. század végén és a 20. század elején következett be. Az itt kitermelt vasérc legnagyobb részét Európa más országaiba exportálták. Az első világháború következtében visszaesett a bányászat jelentősége, ezt pedig ipartelepítéssel ellensúlyozták. Számos vállalat települt a városba, amelynek lélekszáma is gyors növekedésnek indult. A városfejlődés során két jól elkülöníthető terület alakult ki: az alsó zónában található a városközpont, valamint Ugarte, Elguero, Zaballa, San Gabriel és Galindo városrészek, a felső zónában pedig La Reineta, La Arboleda és Barrionuevo.

## Népesség
A település népessége az utóbbi években az alábbiak szerint változott:
| Lakosok száma | 12 586 | 12 605 | 12 451 | 12 353 | 12 189 | 12 129 | 11 953 | 11 985 | 11 918 | 11 898 |
|               | 2001   | 2004   | 2007   | 2009   | 2012   | 2014   | 2017   | 2019   | 2022   | 2024   |